# Vârtoapele de Jos
Vârtoapele de Jos – wieś w Rumunii, w okręgu Teleorman, w gminie Vârtoape. W 2011 roku liczyła 1088 mieszkańców.